# Старошухово
Старошухово — исчезнувшая деревня в Венгеровском районе Новосибирской области России. На момент упразднения входила в состав Петропавловского 2-го сельсовета. Исключена из учётных данных в 1972 году.

## География
Располагалась к северу от озера Шухово, в 6 км к северо-западу от села Петропавловка 2-я.

## История
Деревня Старо-Шухово была основана в 1773 году. В 1928 году состояла из 64 хозяйств. В административном отношении входила в состав Петропавловского сельсовета Меньшиковского района Барабинского округа Сибирского края.
Решением Новосибирского облисполкома от 24.04.1972 г. № 264 деревня исключена из учётных данных как фактически не существующая.

## Население
По переписи 1926 г. в деревне проживало 342 человека (172 мужчины и 170 женщин), основное население — русские.